# Luis Gonzaga Cuevas
Luis Gonzaga Cuevas Inclán (Lerma de Villada, 10 de julio de 1799-Ciudad de México, 12 de enero de 1867) fue un político y diplomático mexicano. 

## Obras
- Esposicion que dirige al Tribunal Superior del Distrito Federal d. Luis G. Cuevas, sobre su conducta oficial como ministro de relaciones del gobierno establecido en la capital en enero de 1858. (México, Impr. de J.M. Lara, 1861) (page images at HathiTrust)
- Memoria del ministro de relaciones interiores y exteriores, D. Luis G. Cuevas : leída en la Cámara de Diputados el 5, y en la de Senadores el 8 de enero de 1849. (México : Impr. de V. García Torres, 1849), also by México. Secretaría de Relaciones Exteriores (page images at HathiTrust)
- Porvenir de México : ó Juicio sobre su estado político en 1821 y 1851 / (México : Impr. de I. Cumplido, 1851-1857) (page images at HathiTrust)
- Proceso instruido á los ex-ministros de estado, señores D. Luis G. Cuevas, D. Manuel Diez de Bonilla, D. Manuel Piña y Cuevas y D. Teofilo Marín, y ex-gobernador del Distrito D. Miguel María Azcárate, acusados de usurpación del poder público por las funciones que desempeñaron en la República entre los años de 1858 y 1860. Artículo de incompetencia. (México, Impr. de J.M. Lara, 1861), also by Eulalio María Ortega, José María Cuevas, Manuel de Castañeda y Nájera, José Fernando Ramírez, Manuel Piña y Cuevas, and Distrito Federal (México). Tribunal Superior de Justicia (page images at HathiTrust)
- Tratado de paz, amistad y limites entre la República Mexicana y los Estados-Unidos de Norte America, y Esposicion de los comisionados mexicanos que lo firmaron, dirigida al Supremo Gobierno. ([Querétaro] : Imprenta de Lara, [1848]), also by etc. México. Treaties, Miguel Atristain, Bernardo Couto, Nicholas Philip Trist, and etc. United States. Treaties (page images at HathiTrust)